# Leiostyla falknerorum
Leiostyla falknerorum is een slakkensoort uit de familie van de Lauriidae. De wetenschappelijke naam van de soort is voor het eerst geldig gepubliceerd in 2002 door Bank, Groh & Ripken.